# Бєліченко Алла Миколаївна
Алла Миколаївна Бєліченко (29 січня 1954, місто Херсон) — радянська діячка, складальниця мікросхем виробничого об'єднання «Дніпро» міста Херсона. Член Центральної контрольної комісії КПРС у 1990—1991 роках.

## Життєпис
У 1971 році закінчила Херсонську середню школу № 20.
У 1972 році працювала контролером фабрики «Світанок» Херсонського обласного побутового управління.
У 1972—1979 роках — учениця травильниці, випробовувач заводу напівпровідникових приладів імені 50-річчя СРСР міста Херсона.
Член КПРС з 1977 року.
У 1979—1989 роках — випробовувач, контролер, оператор, з 1989 року — складальниця мікросхем виробничого об'єднання «Дніпро» міста Херсона.
Подальша доля невідома.